# Laguna Omoro
La laguna Omoro es una pequeña laguna amazónica de Bolivia, ubicada en la provincia de Iténez del departamento del Beni. Se encuentra a una altitud de 193 m s. n. m., presenta una forma alargada, con unas dimensiones de 4 km de largo por 2 km de ancho y una superficie de 6 km².
- Datos: Q5558848